# Hirics, Baranya
Hirics este un sat în districtul Sellye, județul Baranya, Ungaria, având o populație de 241 de locuitori (2011). 

## Demografie
Componența etnică a satului Hirics
     Maghiari (68,24%)
     Romi (31,76%)
Componența confesională a satului Hirics
     Romano-catolici (53,53%)
     Fără religie (24,07%)
     Reformați (8,3%)
     Necunoscută (14,11%)
Conform recensământului din 2011, satul Hirics avea 241 de locuitori. Din punct de vedere etnic, majoritatea locuitorilor (68,24%) erau maghiari, cu o minoritate de romi (31,76%).  Din punct de vedere confesional, majoritatea locuitorilor (53,53%) erau romano-catolici, existând și minorități de persoane fără religie (24,07%) și reformați (8,3%). Pentru 14,11% din locuitori nu este cunoscută apartenența confesională.